# Icatu (quilombo)
Icatu ou Comunidade São José de Icatu é uma comunidade quilombola com origem em 1770 e, está localizado entre os municípios brasileiros de Mocajuba e Baião, na região nordeste do estado do Pará, em uma área de 1 636,6122 hectares.

## A origem
O quilombo Icatu teve origem no ano de 1770, formado por remanescentes de escravos, que fugiram das fazendas nos municípios de Abaetetuba e de Igarapé-Miri, fixando morada nas terras de São José de Icatu, próximos aos municípios de Mocajuba e Baião.
Em novembro de 2002, a comunidade foi reconhecida como população tradicional quilombola, mediante o Instituto de Terras do Pará - Iterpa, abrigando 80 famílias descendentes de escravos na Microrregião de Tomé-Açu.

## Atividades
Os quilombolas de Icatu praticam as atividades econômicas básicas de pesca e agricultura de subsistência, com plantio de feijão, pimenta e mandioca.